# Château de Rougemont
Ne doit pas être confondu avec Château de Rougemont (Ain), Château de Rougemont (Côte-d'Or) ou Château de Rougemont (Belgique).
Le château de Rougemont, situé à Rougemont-le-Château (Territoire de Belfort), est une petite forteresse érigée au XIIe siècle dans le sud du massif des Vosges dans un but défensif.
Il fait l’objet d’une inscription au titre des monuments historiques depuis le 4 juillet 1996.

## Localisation
Le château de Rougemont, situé en France dans le nord du Territoire de Belfort, a été construit sur une butte face aux plateaux jurassiens. C'est à une altitude de 736 m que le château domine la porte de Bourgogne (porte d'Alsace).

## Historique
Cette forteresse, qui a appartenu aux comtes de Ferrette, a été construite vers la fin du XIIe siècle pour protéger une voie romaine venant de Langres, longeant les Vosges et passe par Rougemont-le-Château. Le château devait donc surveiller la porte sud de l'Alsace et symboliser la puissance des seigneurs de la région. À l'extinction de la lignée en 1324, il passe par héritage aux Habsbourg.
Le château sera incendié et détruit à la fin du XIVe siècle par Enguerrand de Coucy.
Des fouilles débutèrent en 1977 et précédèrent une restauration complète du château. L'important matériel militaire, civil et religieux révélé par les fouilles se conserve au musée de Belfort. On a retrouvé notamment des trompes ou cornes d'appel. La visite du fort est gratuite et libre, mais pas simple d'accès.

## Description

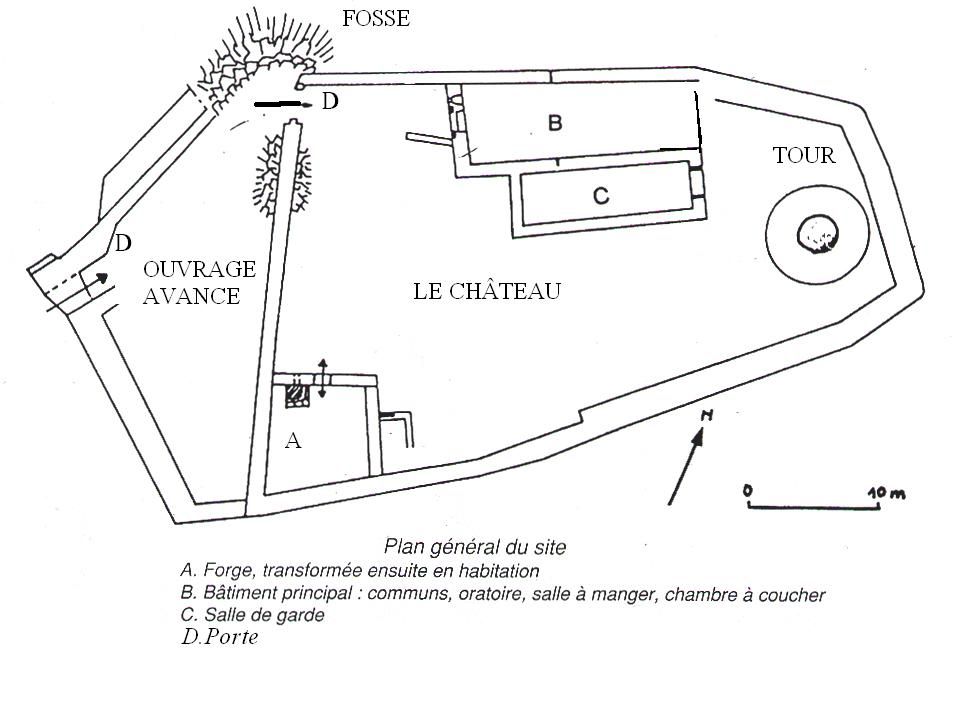

Les vestiges du château de Rougemont se compose d'un logis seigneurial dominé par un donjon circulaire dressé du côté de l'attaque. Celui-ci a remplacé un premier donjon quadrangulaire du XIIe siècle. Les archéologues ont découvert sur le site plus de huit cents carreaux d'arbalètes. La destruction du château est probablement dû à l'invasion des Anglais en 1375.